# 傅晓东
傅晓东（1963年10月—），福建顺昌人，中国人民解放军海军少将，曾任河北省军区政治委员、中共河北省委常委。

## 生平
傅晓东1985年7月毕业于厦门大学法律系。后特招入伍，先后担任海军军事法院书记员、审判员、庭长，海军政治部司法办公室主任，海军军事法院副院长、院长，解放军总直属军事法院院长（大校衔）。2008年12月，中国宣布向索马里海域派遣海军舰艇执行护航任务。时任海军军事法院副院长的傅晓东随舰执行任务，担任第一批护航编队法律顾问。这也是海军法律职能部门首次派员为舰艇赴海外执行非战争军事行动提供法律保障。
2017年，任南部战区海军政治工作部副主任。2017年6月，合肥号导弹驱逐舰、运城号导弹护卫舰和骆马湖号综合补给舰赴波罗的海参加中俄“海上联合-2017”军事演习第一阶段行动并访问芬兰和拉脱维亚，傅晓东任编队政治委员。2018年7月24日，傅晓东晋升为海军少将。
2021年，任武警部队政治工作部副主任。2022年，任河北省军区政治委员。2023年4月，经中共中央批准，任中共河北省委委员、常委。